# 사토 히로코
사토 히로코(佐藤寛子, 1985년 2월 17일 ~ )는 일본의 배우이다.

## 출연작

### 드라마
- 2006년 《마법전사 유캔도》 노세 카오리 역
- 2009년 《가면라이더 디케이드》야시로 아이, 야시로 토우코역

- 2010년 《어나더》